# Berlin (Dacota do Norte)
Berlin é uma cidade localizada no estado norte-americano de Dacota do Norte, no Condado de LaMoure.

## Demografia
Segundo o censo norte-americano de 2000, a sua população era de 35 habitantes. 
Em 2006, foi estimada uma população de 32, um decréscimo de 3 (-8.6%).

## Geografia
De acordo com o United States Census Bureau tem uma área de 
0,3 km², dos quais 0,3 km² cobertos por terra e 0,0 km² cobertos por água.

## Localidades na vizinhança
O diagrama seguinte representa as localidades num raio de 24 km ao redor de Berlin. 